# قانون المطالبة بأرض التبرع

قانون المطالبة بأرض التبرع

كان قانون المطالبة بأرض التبرع لعام 1850، المعروف أحيانًا باسم قانون أراضي التبرعات، قانونًا تم سنه في أواخر عام 1850 من قبل كونغرس الولايات المتحدة. كان المقصود هو تعزيز المستوطنات منزل في إقليم أوريجون في شمال غرب المحيط الهادئ (تضم الولايات في الوقت الحاضر من ولاية أوريغون، واشنطن، ايداهو وجزء من وايومنغ). جلب القانون، وهو رائد قانون العزبة في وقت لاحق، الآلاف من المستوطنين البيض إلى الأراضي الجديدة، وتورم صفوف المستوطنين الذين يسافرون على طول طريق أوريجون. صدرت 7437 براءة اختراع أرض بموجب القانون، والتي انتهت في أواخر عام 1855.

## التاريخ
ويعزى اعتماد القانون بشكل كبير إلى جهود صمويل ر. ثورستون، مندوب ولاية أوريغون في الكونغرس. منح هذا القانون، الذي أصبح قانونًا في 27 سبتمبر 1850، 320 فدانًا (1.3 كيلومتر مربع) من المناطق المخصصة مجانًا لكل مواطن ذكور غير متزوج يبلغ عمره ثمانية عشر عامًا أو أكثر و 640 فدانًا (2.6 كيلومتر مربع) لكل زوجين متزوجين يصلان إلى إقليم أوريجون قبل 1 ديسمبر 1850.  في حالة الزوجين، يمتلك كل من الزوج والزوجة نصف إجمالي المنحة تحت أسمائهم. كان القانون من أوائل القوانين التي سمحت للمرأة المتزوجة في الولايات المتحدة بحيازة ممتلكات تحت اسمها.  كان «الهنود الأمريكيون ذوو السلالة النصفية» مؤهلين للحصول على المنحة.  نص في القانون يمنح نصف المبلغ لأولئك الذين وصلوا بعد الموعد النهائي 1850 ولكن قبل 1854.  وقد طُلب من أصحاب المطالبات العيش على الأرض وزراعتها لمدة أربع سنوات لامتلاكها على الفور. 

## المحددات
وكانت الحكومة المؤقتة التي تشكلت في تشامبوج قد حدت من مطالبات الأراضي المقدمة على أمل منع المضاربة على الأراضي. منح القانون العضوي لمنطقة أوريغون 640 فدانًا (2.6 كيلومتر مربع) لكل زوجين متزوجين.  وألغى القانون الجديد القوانين السابقة، ولكنه استمر في الأساس في نفس السياسة وصاغ بطريقة تجعل شرعية المطالبات القائمة مشروعة. أحد هذه الادعاءات التي تم إضفاء الشرعية عليها من قبل هذا العمل كان جورج أبيرنيثي، الذي تم انتخابه للحاكم في أيام الحكومة المؤقتة. وأصبح ادعائه مشهوراً بـ الأبرنثي الأخضر، حيث كان المهاجرون الجدد يخيمون في نهاية طريق أوريغون تريل بينما يسعون للحصول على قطعة من الأرض لأنفسهم.

## التفاصيل
تم منح المطالبات بموجب القانون في مكتب الأراضي الفدرالي في مدينة أوريجون. كانت أشهر براءة اختراع تم منحها في مكتب ولاية أوريغون لاند هي المخطوطة لمدينة سان فرانسيسكو، والتي كان يجب إرسالها إلى الساحل من كاليفورنيا بواسطة السفينة. تم مسح المطالبات من الأرض من قبل المساح العام لأوريغون، وهو مكتب تم إنشاؤه من القانون. كجزء من المسح العام، وضعت حجر يلاميت إلى الغرب من بورتلاند، وتحديد يلاميت ميريديان. 

## في العام الماضي وما بعده
بعد التاريخ النهائي لعام 1854، لم تعد الأرض المخصصة في ولاية أوريغون مجانية، ولكنها كانت لا تزال متاحة، حيث بيعت بسعر 1.25 دولارًا للفدان (3.09 دولار / هكتار)، بحد أقصى 320 فدانًا (1.3 كيلومتر مربع) في أي مطالبة واحدة. انتهى القانون في 1 ديسمبر 1855. في السنوات التالية، تم رفع السعر وتم تخفيض الحد الأقصى لحجم المطالبات تدريجيًا.
في عام 1862 أصدر الكونغرس أول «قانون العزلة»، الذي صمم إلى حد كبير لتشجيع تسوية دول السهول الكبرى، ولكنه ينطبق على ولاية أوريغون أيضًا. 

## روابط خارجية
- Text of the act
- Bureau of Land Management: Land Office History